# Vita (romanzo)
Vita è un romanzo di Melania G. Mazzucco, pubblicato nel 2003 e vincitore del Premio Strega.
L'autrice, che per i suoi romanzi di ambientazione storica ha sempre svolto accurate ricerche d'archivio, si è servita nella scrittura di Vita di alcuni passi di una traduzione di Guerra e pace, tanto da far parlare i giornali, tre anni dopo la prima edizione, di plagio.
Il libro ha avuto diverse edizioni e ristampe in lingua inglese.

## Trama
Nella New York del 1903, dove sbarcano dodicimila europei al giorno sperando di fare fortuna, approdano anche due cugini di dodici e nove anni, Diamante e Vita, originari di Minturno. Nella Grande Mela il loro privato percorso di crescita si interseca con le prepotenze della Mano Nera.

## Edizioni
- Melania G. Mazzucco, Vita, collana Scrittori italiani e stranieri, Rizzoli, 2003,  p. 398, ISBN 88-17-87162-1.

### Traduzioni
- (FR) Vita. Roman, traduzione di Philippe Giraudon, Parigi, Flammarion, 2004.
- (EN) Vita. A novel, traduzione di Virginia Jewiss, New York, Farrar, Straus and Giroux, 2005.